# Spade

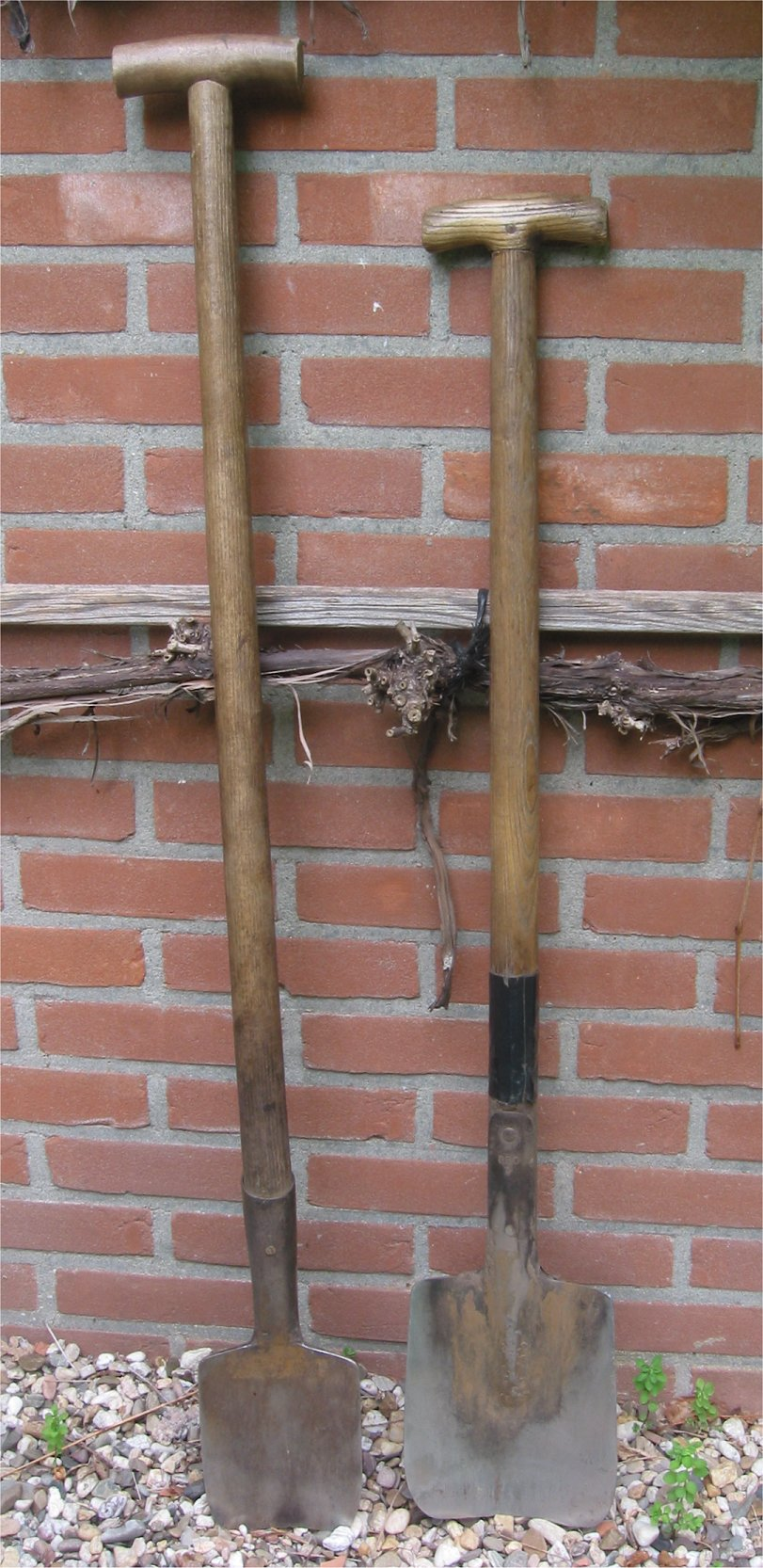
Två raka spadar för kantskärning, den mindre är för leriga jordar, medan den större är för sandiga

En spade är ett redskap för att gräva i marken och används vid bland annat plantering och anläggning. Spaden består av ett skaft för att hålla i och ett platt och hårt blad. Bladet  har spets och skarpa kanter för att kunna skära ned i grästorv eller fastare jord. En vikt kant upptill att trampa på ökar kraften. Bredden på spadbladet bestämmer vad  för schakt som skall grävas. Eller om man skall vända grästorvor till ett nytt trädgårdsland. Spaden med bågformad spets, används till att vända, redan öppen jord, till bestämt djup.  
En modern spade har ett skaft av trä eller metall och ett blad av metall, tidigare spadar fanns tillverkade helt i trä. Spadar i plast hör till de vanligaste föremålen i en sandlåda för barn och kombineras ofta med en hink. I modern tid vid större grävarbeten används vanligen någon typ av grävmaskin.  
Andra verktyg med smalt skaft och ett blad i änden har också fått beteckningen spade. Exempelvis för att ta ut bröd ur djupa ugnar används en brödspade, som har långt skaft, med en platta av trä i änden. En tårtspade används för att skära och flytta en tårtbit till tallriken, och har ett brett platt blad på ett skaft. En barkspade har ett skaft och en mindre tjockare platta med vässad ände som används för att hyvla av barken från trädstammar.  
Historiskt kan ordet "spade" beläggas i svenskan sedan yngre fornsvensk tid.

## Skyffel
En skyffel eller skovel är en form av spade, med den skillnaden att en skyffel har en rak bladkant (till skillnad från en spade som har ett spetsigt blad). Skyffeln används för att hantera löst material som grus eller snö. 
Kolskyffeln står modell för de skyfflar som har höga kanter, baktill och på sidorna, skyfflar för lättare material.  
Tekniken när skyffeln används, kallas understicksmetoden, och sparar mycket arbete. Förutsättningen är ett hårt underlag, ett betonggolv , utlagd boardskiva eller liknande, innan lasset tippas.  

## Olika spadar
- Trädgårdsspade, en spade med antingen spetsigt blad för grävjobb eller planare blad för kantgrävning och mer lättgrävd mark.[3]
- Planteringspade, en liten kort spade för en hand, med ett kupat blad som används vid plantering av plantor.
- Kabelspade, en smal spade för att kunna gräva till exempel diken för elkablar eller rör.
- Slungspade, en spade med smalt och långt blad som används för gräva hål med liten diameter för till exempel stolpar.[4]
- Fältspade, en mindre ofta ihopfällbar spade som är del av en soldats utrustning i första hand för att gräva skyddsvärn.